# Bibliothèque communale francophone d'Ixelles
La Bibliothèque communale francophone d'Ixelles, aussi appelée BiblioXL, est une bibliothèque située Rue Mercelis no 19, à Ixelles, en Belgique. Elle est reconnue par la Fédération Wallonie-Bruxelles sur base d'un plan Quinquennal du développement de la lecture. 

## Historique de la rue Mercelis
La rue Mercelis se situe sur les territoires des communes de Bruxelles et d'Ixelles. Elle relie la place Fernand Cocq à l'Avenue Louise. Le 27 mai 1836, débute la construction de la rue Mercelis, entre la place Fernand Cocq et la rue de l'Arbre Bénit. Le 23 septembre 1843, elle est prolongée sur la commune de Bruxelles. Victor Jamaer, architecte de la Ville de Bruxelles à ce moment-là, en dessine le profil et le tracé en juin 1864. 
L'origine du nom de la rue est contestée: certains font allusion à Charles Marcellis, d'autres à une veuve Mercelis, propriétaire des terrains sur le territoire d'Ixelles et qui souhaitait lotir sa propriété. La seconde théorie semble être la plus probable, aucun document ne pouvant attester du passage de Charles Marcellis à Ixelles. 
Sur les demandes de permis de bâtir les plus anciennes, le nom de la rue apparaît comme étant la « Rue Marcellis ». 
La rue est bâtie principalement entre les années 1841 et 1900. La plupart de ces maisons a subi des transformations au cours du temps, voire des destructions et des reconstructions vers les années 1950-1960, dans un contexte de «Bruxellisation» de la ville (ce terme apparaît dans les années 70 pour désigner la destruction des quartiers populaires et du patrimoine architectural bruxellois à travers une politique supervisée par l'Etat dans le but d'une promotion d'immeubles de bureaux et d'aménagements routiers dans les années 1960 à 1970) .  
Au moment de la construction, la rue était composée du côté pair de bâtiments de style néoclassique, pour la plupart construits par les entrepreneurs Labarre vers 1870. Le côté impair de la rue est pourvu de maisons plus modestes, généralement dotées d'un rez-de-chaussée commercial ou étant considérées comme des dépendances de l'Avenue Louise. 

## Le bâtiment
La Commune d'Ixelles acquiert en 2004 un nouveau bâtiment à rénover, rue Mercelis no 19. Elle décide d'y installer la bibliothèque communale francophone d'Ixelles, autrefois située rue Mercelis no 13. 
Le projet de rénovation de ce bâtiment se situe dans un projet d'ensemble beaucoup plus grand, appelé « Mercelis I et II », le maître d'oeuvre du projet étant le bureau d'architecture Conix Architects,. Le programme est le suivant: la rénovation d'immeubles à front de rue, la construction d'une extension comprenant deux blocs d'appartements et l'intégration d'une bibliothèque et d'espaces de bureau. La nouvelle bibliothèque se situe donc à la fois en front de rue et en intérieur d'îlot, par une nouvelle construction. 

### Description de la façade à front de rue
La façade à front de rue a été sauvegardée dans ses grandes lignes mais retravaillée dans le but de lui donner, selon les architectes, une identité plus marquée, notamment par l'utilisation de matériaux spécifiques, tels que la pierre bleue, qui forme un cadre sur la façade.
Le rez-de-chaussée est constitué dans la partie gauche de la façade de grandes baies vitrées, séparées les unes des autres par des éléments verticaux en travertin. À partir du milieu de la façade, les éléments verticaux sont modifiés, ils deviennent plus épais, dans une autre matérialité - en pierre bleue - et la largeur des baies vitrées est divisée par deux. À droite, l'entrée est marquée par une porte cochère entourée de pierre bleue, qui s'ouvre directement sur la cour intérieure de l'îlot. La baies sont teintées de vert ou de bleu pour rappeler la nouvelle extension. 
Aux étages, les fenêtres sont organisées en bandes horizontales, séparées les unes des autres par des éléments de châssis de couleur noire. Celles-ci sont distancées les unes des autres par des blocs en travertin de même épaisseur, qui ressortent dans la façade. 

### Description de la façade de la nouvelle extension
La nouvelle construction se développe sur deux niveaux. Le rez-de-chaussée est en continuité avec le bâtiment existant et vient accueillir le reste de la bibliothèque. La façade est constituée de grandes baies vitrées - certaines étant teintées de vert ou de bleu - séparées les unes des autres par des éléments de châssis verticaux très fins. Le premier niveau se dispose en porte-à-faux, en relation directe avec la cour nouvellement créée. Il est constitué de baies vitrées plus grandes que les précédentes, séparées les unes des autres par les mêmes châssis qu'au rez-de-chaussée. 

## Référence architecturale
Victor Jamaer (1825-1902) : architecte belge né à Bruxelles. Il commence sa carrière en 1847 en tant que dessinateur au service de la Ville de Bruxelles. Il devient ensuite inspecteur des bâtiments puis architecte de la Ville de Bruxelles en 1964. Il a notamment exécuté les travaux de reconstruction de l'Hôtel de Ville et des maisons de la Grand-Place. Ses pensées sont proches de celles de Viollet-Le-Duc (1814-1879), un architecte français célèbre pour ses restaurations de monuments et pour ses écrits, comme Entretiens sur l'architecture (1863) et Dictionnaire raisonné de l'architecture française du XIe au XVIe siècle (1854),.